# محیط کشت تایوگلیکولات

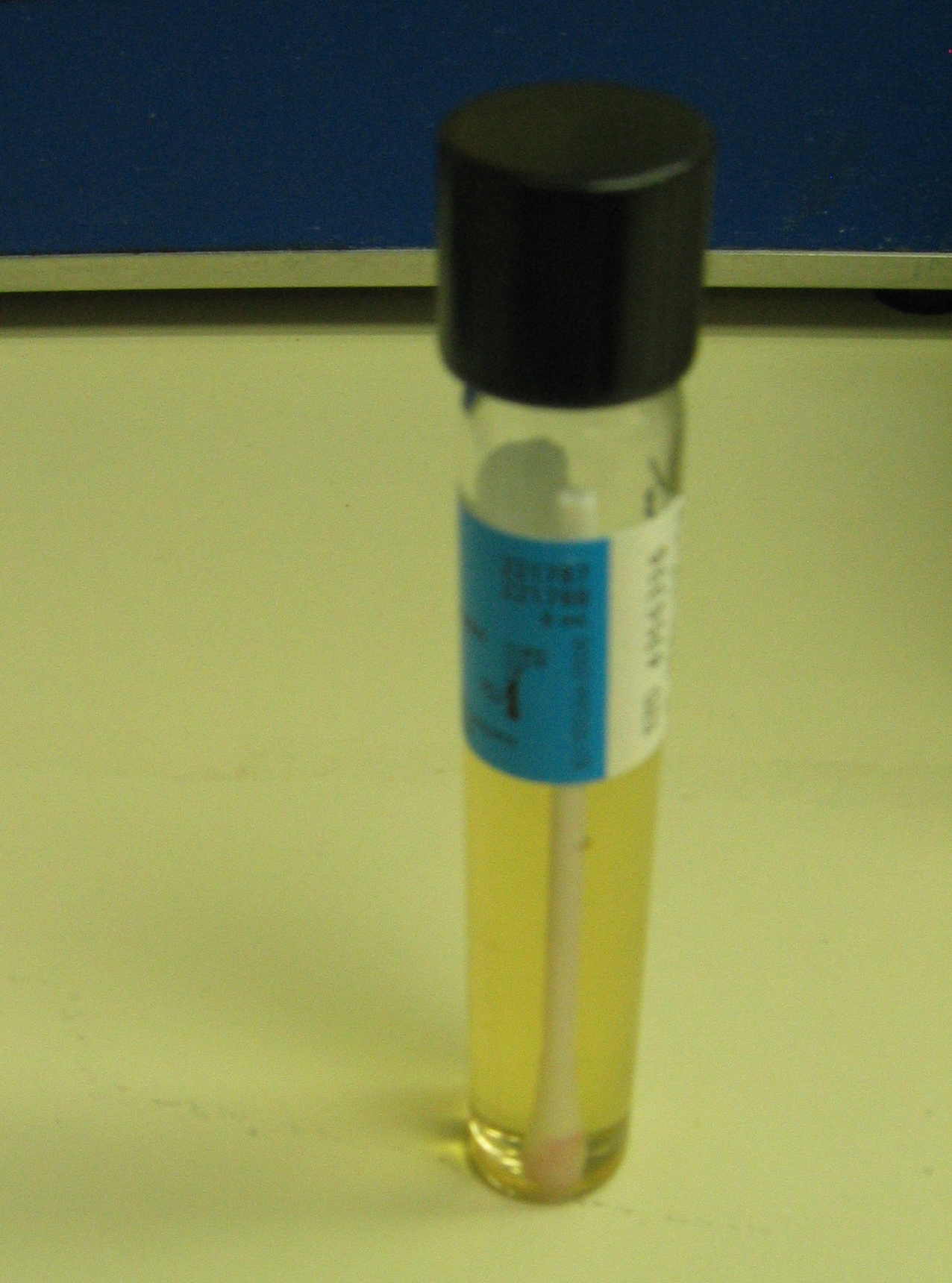
محیط کشت مایع تایوگلیکولات دارای رنگ زرد است.

محیط کشت مایع تایوگلیکولات (به انگلیسی: Thioglycolate broth) یک محیط کشت مایع است. عمده کاربرد آن افتراق میکروب‌ها بر اساس واکنش به غلظت‌های اکسیژن است؛ هم‌چنین گاهی به عنوان محیط کشت برای بی‌هوازی‌های اجباری به کار می‌رود.

## آماده‌سازی محیط کشت
مواد مورد استفاده جهت آماده‌سازی این محیط کشت عبارتند از:
- سدیم تایوگلیکولات به عنوان عامل کاهنده به محیط اضافه می‌شود و با کاهش اکسیژن به آب (بدون تشکیل پروکسیدها) محیط را بی‌هوازی می‌کند.
- رزازورین یک شناساگر اکسایش کاهش است و در صورت حضور عوامل اکسنده رنگ صورتی می‌گیرد (و این گونه غلظت اکسیژن در محیط را مشخص می‌کند).
- آگار به مقدار بسیار کم و با هدف جلوگیری از انتشار آسان و سریع اکسیژن جو در محیط کشت به ترکیب افزوده می‌شود.
- مواد دیگری هم‌چون سدیم کلرید (برای حفظ توازن فشار اسمزی)، گلوکز، سیستئین، کازئین، عصاره مخمر و... متناسب با گونه‌ی مورد کشت به محیط اضافه می‌شوند.

بعد از آماده‌سازی محیط کشت، با گذشت زمان هوا از جو وارد محیط می‌شود و غلظت اکسیژن آن رو به افزایش می‌گذارد، به همین دلیل توصیه می‌شود محیط کشت پیش از هر بار استفاده آماده شود.

## تفسیر تست تایوگلیکولات

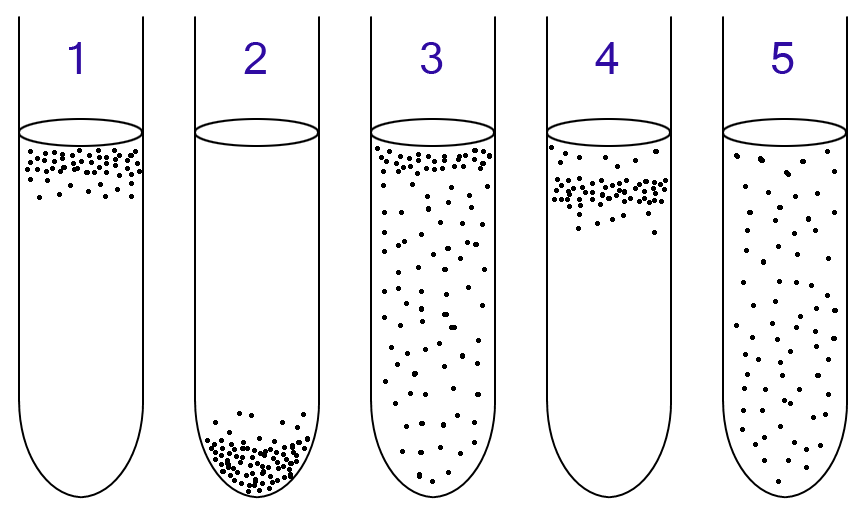
تست تایوگلیکولات

با توجه به محل و نوع کلونی تشکیل شده در این محیط کشت می‌توان میکروب‌ها را بر اساس ارتباط متابولیسمی با اکسیژن به ۵ گروه تقسیم کرد (مطابق شکل از چپ به راست):
1. هوازی اجباری: تنها در حضور اکسیژن زنده می‌مانند.
2. بی‌هوازی اجباری: در حضور اکسیژن رشدشان متوقف شده یا می‌میرند.
3. بی‌هوازی اختیاری: بدون اکسیژن زنده می‌مانند اما در حضور اکسیژن عملکرد بهتری دارند.
4. خرد هوازی: بدون اکسیژن می‌میرند اما غلظت زیاد اکسیژن نیز آن‌ها را می‌کشد.
5. تحمل‌کننده هوا: حضور یا عدم حضور اکسیژن بر رشد آن‌ها تاثیری ندارد.